# Rund um die Nürnberger Altstadt 2006
Il Rund um die Nürnberger Altstadt 2006, sedicesima edizione della corsa, valido come evento dell'UCI Europe Tour 2006 categoria 1.1, si svolse il 10 settembre 2006 su un percorso di 156,9 km. Fu vinto dal tedesco Gerald Ciolek, che terminò la gara in 3h 27' 33" alla media di 45,35 km/h.
Al traguardo 97 ciclisti portarono a termine il percorso.

## Ordine d'arrivo (Top 10)
| Pos. | Corridore           | Squadra      | Tempo    |
| ---- | ------------------- | ------------ | -------- |
| 1    | Gerald Ciolek       | Wiesenhof    | 3h27'33" |
| 2    | Tilo Schüler        | Sparkasse    | s.t.     |
| 3    | Harald Morscher     | Volksbank    | s.t.     |
| 4    | Stefan Heiny        | Team Lamonta | s.t.     |
| 5    | Artur Gajek         | Wiesenhof    | s.t.     |
| 6    | Matthias Friedemann | Team Lamonta | s.t.     |
| 7    | Thomas Fothen       | Gerolsteiner | s.t.     |
| 8    | Daniele Callegarin  | 3C-Androni   | s.t.     |
| 9    | Roy Curvers         | Procomm      | s.t.     |
| 10   | Dariusz Rudnicki    | Intel-Action | s.t.     |